# Werner (equipa ciclista)
Werner foi um equipa ciclista espanhol que competiu entre 1969 e 1972. Estava patrocinado pela desaparecida marca de televisores Werner.

## Principais resultados
- Volta à Andaluzia: José Gómez Lucas (1970)
- Volta ao País Basco: Luis Pedro Santamarina (1970)
- Volta a Levante: Ventura Díaz (1970), José Manuel López Rodríguez (1971)
- Volta aos Vales Mineiros: Ventura Díaz (1970), Luis Pedro Santamarina (1972)
- Volta a Aragão: Luis Pedro Santamarina (1970), Ramón Sáez (1971)
- Volta à La Rioja: José Antonio Pontón (1972)
- Volta às Astúrias: Agustín Tamames (1972)
- Grande Prêmio de Primavera: José Gómez Lucas (1972)

### Nas grandes voltas
- Volta a Espanha
  -     - 3 participações (1970, 1971, 1972)
    - 8 vitórias de etapa:
      - 4 em 1970: Luis Pedro Santamarina, Ramón Sáez (2), Agustín Tamames
      - 1 em 1971: Agustín Tamames
      - 3 em 1972: Luis Balagué, Agustín Tamames (2)

    - 4 classificações secundárias:
    - Grande Prêmio da montanha: Agustín Tamames (1970)
    - Classificação por equipas (1970, 1971)
    - Classificação das metas volantes: Ventura Díaz (1972)

- Tour de France
  -     - 1 participação (1971)

- Giro d'Italia
  -     - 0 participações